# Dávid Jancsó
Dávid Jancsó (pron. AFI: [ˈdaːvid ˈjɒnt͡ʃoː]; Budapest, 2 luglio 1982) è un montatore ungherese.

## Biografia
Figlio del cineasta Miklós Jancsó e della sua montatrice Zsuzsa Csákány, Dávid cresce dall'età di otto anni a Cambridge, nel Massachusetts, dove il padre insegnava ad Harvard. L'ambiente cinematografico in cui cresce lo instrada alla professione.
Mentre studia al secondo anno all'Accademia Nazionale di Cinema e Teatro di Budapest, il regista Kornél Mundruczó lo vuole come montatore del film Delta (2008), che sarà il lungometraggio d'esordio di Jancsó al montaggio. Diverrà poi un frequente collaboratore del regista, curandone il montaggio di ogni successivo progetto. Con White God - Sinfonia per Hagen (2014) sia lui che Mundruczó vengono notati a livello internazionale: Jancsó riceve particolare plauso, essendosi trovato ad infondere, attraverso il solo montaggio, drammaticità in un film interpretato principalmente da cani, in un caso ricavando una singola scena di lotta a partire da 14 ore di girato.
Jancsó viene poi scelto dal regista statunitense Brady Corbet per montare il suo film The Childhood of a Leader - L'infanzia di un capo (2015), essendo questo girato in Ungheria. Comincia così a lavorare anche nel cinema e nella TV americani. Nel 2020 è montatore di due dei film in concorso alla Mostra del cinema di Venezia di quell'anno: Pieces of a Woman di Mundruczó ed Il mondo che verrà di Mona Fastvold (alla quale era stato presentato da Corbet), entrambi con protagonista Vanessa Kirby. In totale, finisce a lavorare per 18 mesi alla post produzione dei due film interpretati da Kirby, che per il primo riceverà una candidatura all'Oscar alla miglior attrice, di cui quest'ultima gli darà pubblicamente parte del merito. Lo stesso Jancsó verrà indicato dal periodico Variety come meritorio di una candidatura all'Oscar al miglior montaggio. Non avendo potuto montare il film successivo di Corbet a causa della nascita del suo terzo figlio, ritrova il regista con The Brutalist (2024).

## Filmografia parziale

### Cinema
- Delta, regia di Kornél Mundruczó (2008)
- Szelíd teremtés: A Frankenstein-terv, regia di Kornél Mundruczó (2010)
- White God - Sinfonia per Hagen (Fehér isten), regia di Kornél Mundruczó (2014)
- Tom Sawyer & Huckleberry Finn, regia di Jo Kastner (2014)
- The Childhood of a Leader - L'infanzia di un capo (The Childhood of a Leader), regia di Brady Corbet (2015)
- Una luna chiamata Europa (Jupiter holdja), regia di Kornél Mundruczó (2017)
- Pieces of a Woman, regia di Kornél Mundruczó (2020)
- Il mondo che verrà (The World to Come), regia di Mona Fastvold (2020)
- Quel giorno tu sarai (Evolution), regia di Kornél Mundruczó (2021)
- Monkey Man, regia di Dev Patel (2024)
- The Brutalist, regia di Brady Corbet (2024)

### Televisione
- Treadstone – serie TV, episodi 1x04-1x09 (2019)
- That Dirty Black Bag – serie TV, 5 episodi (2022)
- The Crowded Room – miniserie TV, 3 puntate (2023)

## Riconoscimenti
- Premio Oscar
  - 2025 – Candidatura al miglior montaggio per The Brutalist
- Critics' Choice Awards
  - 2025 – Candidatura al miglior montaggio per The Brutalist
- Chicago Film Critics Association
  - 2024 – Candidatura al miglior montaggio per The Brutalist
- Las Vegas Film Critics Society
  - 2024 – Candidatura al miglior montaggio per The Brutalist
- St. Louis Film Critics Association
  - 2024 – Candidatura al miglior montaggio per The Brutalist